# Steinbrunn-le-Bas
Steinbrunn-le-Bas é uma comuna francesa na região administrativa de Grande Leste, no departamento Alto Reno. Estende-se por uma área de 8,58 km². Em 2010 a comuna tinha 815 habitantes (densidade: 95 hab./km²).